# تنقية المياه

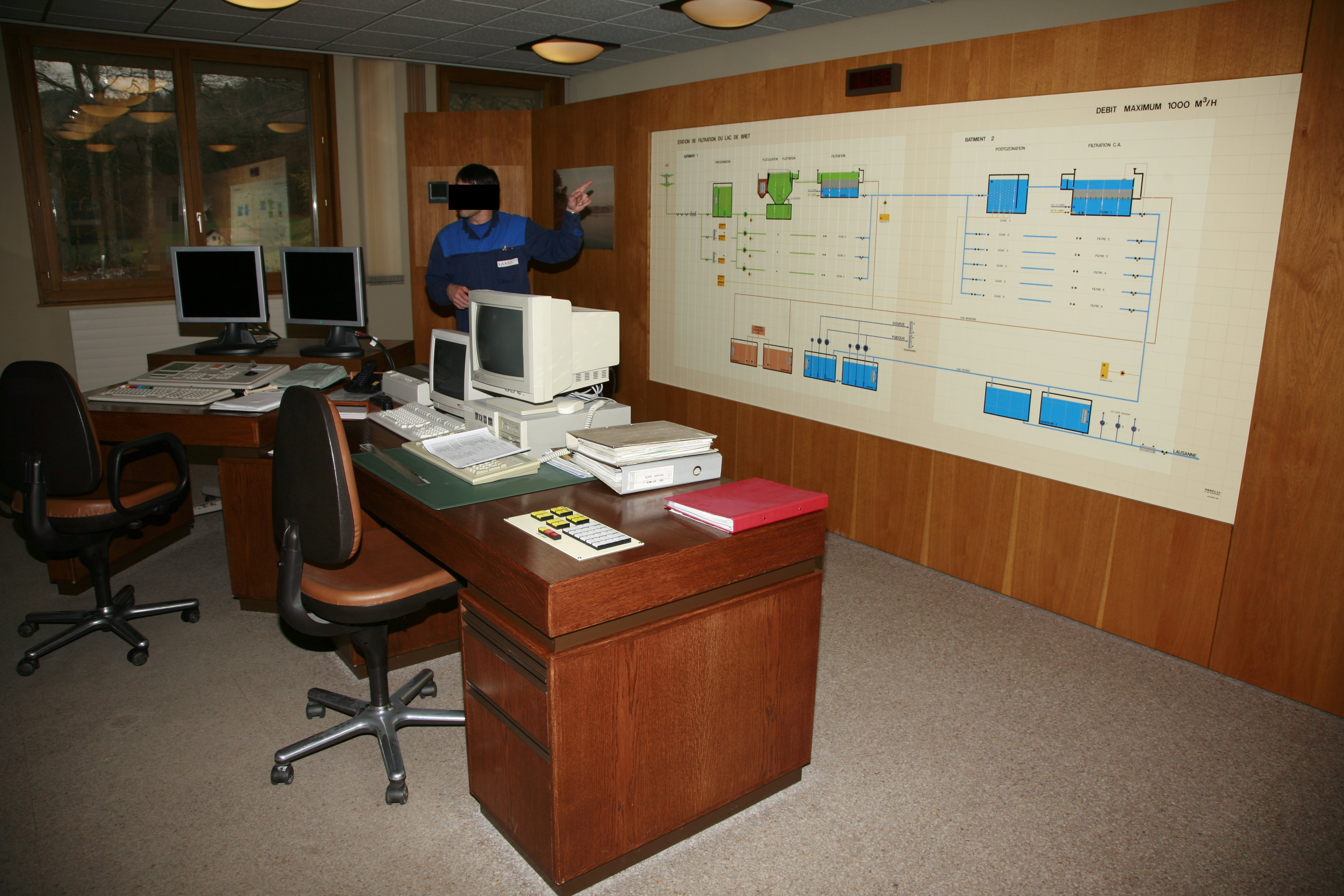
غرفة مراقبة عمليات تنقية المياه سويسرا.

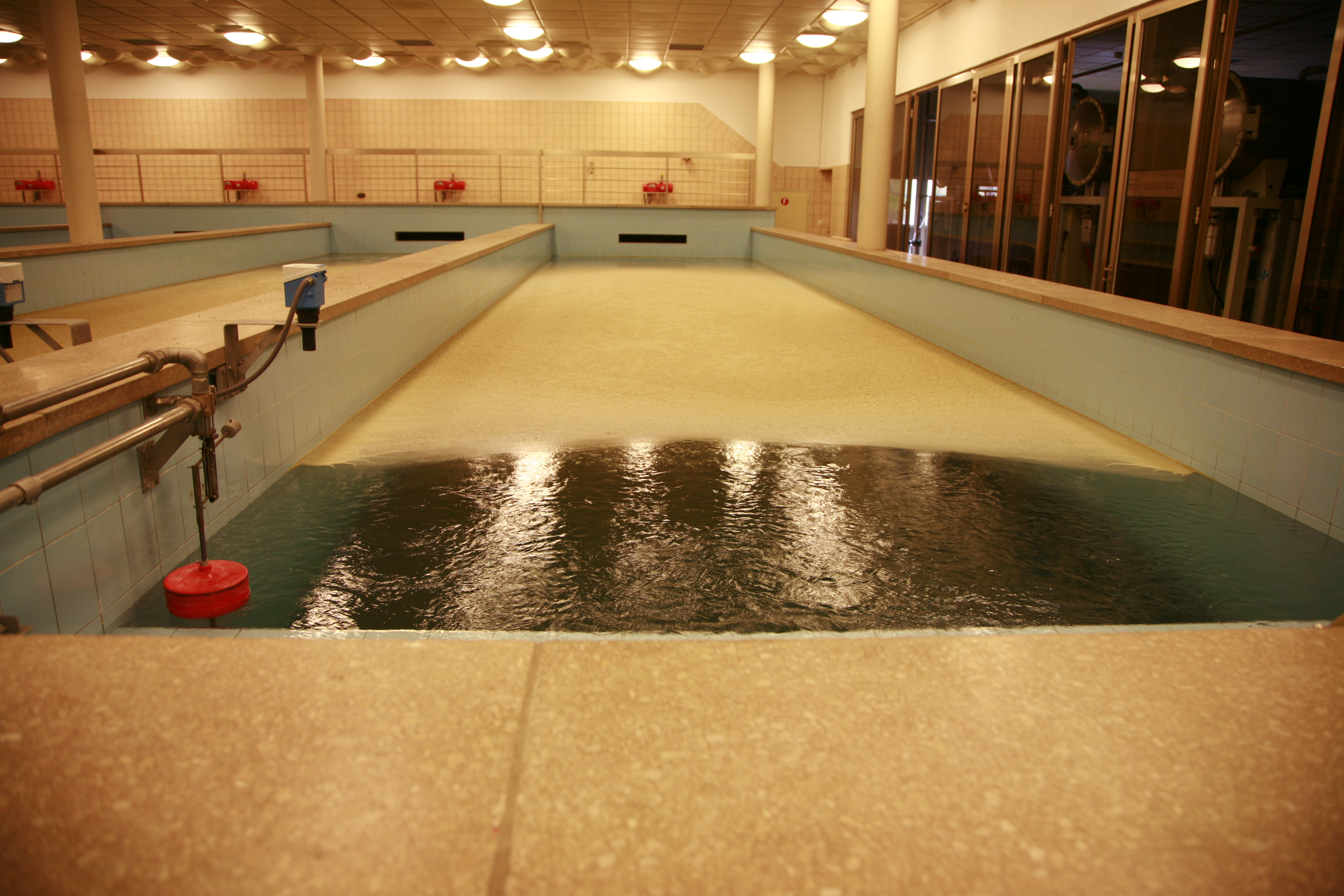
الشوائب تطفو على السطح في حوض

تنقية المياه هي عملية إزالة الملوثات من المياه الخام. والهدف من ذلك هو إنتاج المياه لغرض محدد للاستهلاك البشري (مياه الشرب). تنقية المياه يمكن أيضا أن تصمم لمختلف الأغراض الأخرى، بما فيها لتلبية الاحتياجات الطبية، الصيدلة، المواد الكيميائية والتطبيقات الصناعية. وتشمل أساليب تنقية المياه ولا تقتصر على استخدام: الأشعة فوق البنفسجية للتطهير، و الترشيح لإزالة العوالق، وإزالة عسر الماء، وتطبيق التناضح العكسي في تحلية مياه البحر.
تنقية المياه قد تزيل: جسيمات الرمل، جزيئات المواد العضوية، الطفيليات، البكتريا، الطحالب، الفيروس، الفطريات، إلخ ومن المعادن الكالسيوم، والسليكا، والمغنيسيوم، إلخ والمعادن السامة (الرصاص، والنحاس والكروم، إلخ) قد تكون بعض تنقية المياه انتخابي تزيل في عملية التطهير، بما فيها رائحة (كبريتيد الهيدروجين) والذوق (استخراج المعادن)، والمظهر (الحديد).
عادة ما تملي الحكومات معايير لنوعية مياه الشرب وتتطلب هذه المعايير الحد الأدنى / الأقصى من مجموعة نقاط من الملوثات وإدراج عناصر التحكم التي تنتج مياه الشرب. معايير الجودة في العديد من البلدان تتطلب كميات محددة من المطهر (مثل الكلور أو الأوزون) في المياه بعد أن يغادر محطة معالجة المياه، للحد من خطر إعادة تلوث المياه في نظام التوزيع.
كان وباء الهيضة من أوائل الأمراض التي اكتشفت ارتباطها الوثيق بتلوث مياه الشرب حيث أصيب حوالي 17000 شخص من سكان مدينة هامبورغ الألمانية بوباء الكوليرا خلال صيف 1829م أدى إلى وفاة ما لا يقل عن نصف ذلك العدد. وتبين أن المصدر الرئيس للوباء هو تلوث مصدر المياه لتلك المدينة.
يعد التطهير باستخدام الكلور من أوائل العمليات التي استخدمت لمعالجة المياه بعد عملية الترشيح وذلك للقضاء على بعض الكائنات الدقيقة من بكتيريا وفيروسات مما أدى إلى الحد من انتشار العديد من الأمراض التي تنقلها المياه مثل الهيضة (الكوليرا) وحمى التيفويد. وتشمل المعالجة، ومن هذه العمليات ما يستخدم لإزالة عسر الماء مثل عمليات التيسير، أو لإزالة العكر مثل عمليات الترويب.
- من أهم وسائل معالجة المياه بالوقت الحالي بأسلوب صديق للبيئة هو استخدام الأمواج فوق الصوتية (بالإنجليزية: Ultrasound)‏ وهي أجهزة تعطي أمواج فوق صوتية يتم بثها عبر المياه بترددات تفوق إمكانية سمع الإنسان لها وتقوم هذه الأمواج بقتل الإشنيات والطحالب والسيانو بكتيريا في المياه والتي تسبب الكثير من الأمراض للإنسان بالإضافة إلى رائحتها الكريهة وبالتالي يتم الحد من استخدام الكلور بالمياه بنسبة تصل إلى أكثر من 60%. كما يستفاد من الأمواج فوق الصوتية في بحيرات ومزارع الأسماك لنفس المهمة وبالتالي يبقى الماء نظيفا مليئا بالأوكسجين وخالقا بيئة صحية لتنمو فيها الأسماك بشكل أفضل.

تقنية المكافحة بالأمواج فوق الصوتية تلقى دعما عالميا وخاصة في دول الاتحاد الأوروبي التي تمنح مستخدميه قروضا ومعونات مالية لاستخدامه في الأحواض المائية (تنقية مياه، مسابح، مزارع، محطات تبريد المياه) وبالتالي التخلص من الإشنيات والبيوفيلم وتقليل نسب المواد الكيميائية المستخدمة سابقا.

## معالجة المياه الجوفية

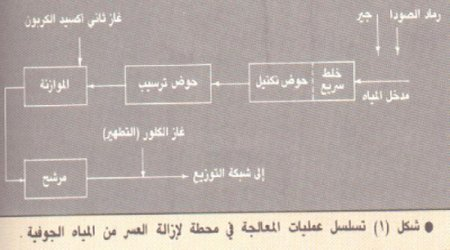
(1)رسم تخطيطي يوضح خطوات تنقية المياه

### التيسير (إزالة العسر) بالترسيب

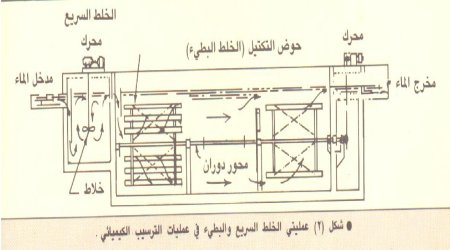
(2)رسم تخطيطي يوضح خطوات تنقية المياه

### الترسيب

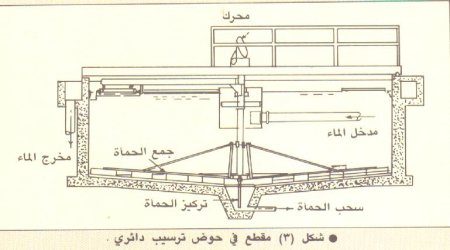
(3)مقطع في حوض ترسيب دائري
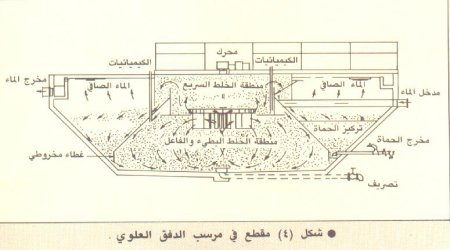
(4)مقطع في مرسب الدفن العلوي